# Saint-Paterne
Saint-Paterne ist eine Commune déléguée in der französischen Gemeinde Saint-Paterne - Le Chevain mit 1.527 Einwohnern (Stand: 1. Januar 2022) im Département Sarthe in der Region Pays de la Loire. Die Einwohner werden Saint-Paternais genannt.
Die Gemeinde Saint-Paterne wurde am 1. Januar 2017 mit Le Chevain zur neuen Gemeinde Saint-Paterne - Le Chevain zusammengeschlossen. Sie gehörte zum Arrondissement Mamers und zum Kanton Mamers (bis 2015: Kanton Saint-Paterne)

## Geographie
Saint-Paterne liegt etwa 45 Kilometer nördlich von Le Mans an der Grenze zum Département Orne. 
Umgeben wurde die Gemeinde Saint-Paterne von den Nachbargemeinden Alençon im Norden und Westen, Le Chevain im Norden und Osten, Saint-Rigomer-des-Bois im Osten und Südosten, Champfleur im Süden sowie Arçonnay im Südwesten.

## Bevölkerungsentwicklung
| 1962                      | 1968 | 1975  | 1982  | 1990  | 1999  | 2006  | 2012  |
| ------------------------- | ---- | ----- | ----- | ----- | ----- | ----- | ----- |
| 549                       | 717  | 1.040 | 1.258 | 1.543 | 1.568 | 1.604 | 1.586 |
| Quelle: Cassini und INSEE |      |       |       |       |       |       |       |

## Verkehr
Der Bahnhof Saint-Paterne an der Bahnstrecke Tours–Le Mans wird im Regionalverkehr mit TER-Zügen bedient. Am Ostrand der Commune déléguée führt die Autoroute A28 entlang. 

## Sehenswürdigkeiten
- Kirche Saint-Paterne
- Kapelle Saint-Gilles
- Schloss Saint-Paterne